# Insana

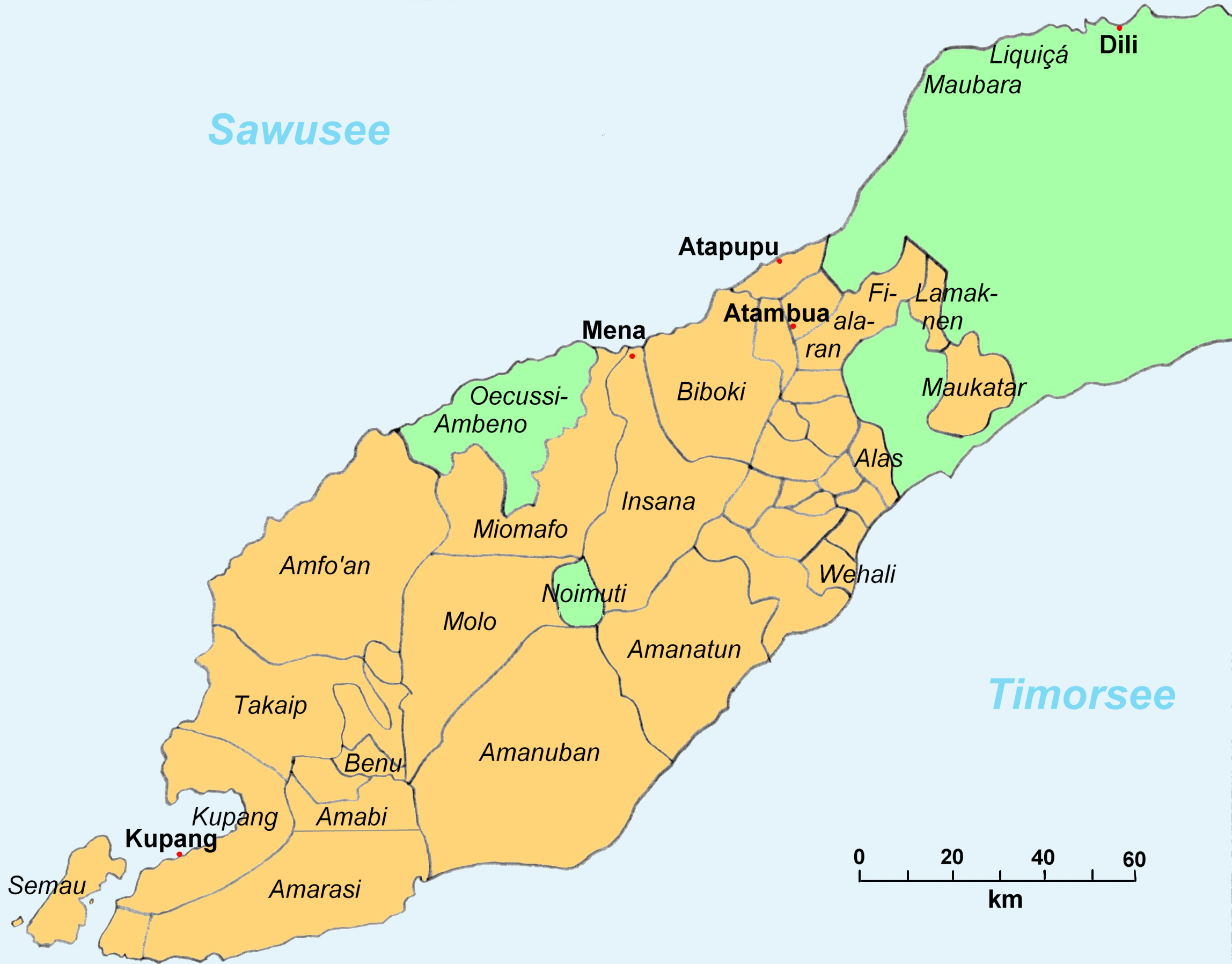
Niederländisch- (orange) und Portugiesisch-Timor (grün) 1911 (Grenzziehung aus niederländischer Sicht)

Insana ist ein traditionelles Reich (indonesisch kerajaan) im heutigen Regierungsbezirk (indonesisch kabupaten) Nordzentraltimor (Timor Tengah Utara) der Republik Indonesien. Die Residenz der Rajas von Insana befindet sich noch heute im Ort Oelolok, dem Verwaltungssitz des modernen Distrikts (indonesisch kecamatan) Insana.

## Geschichte

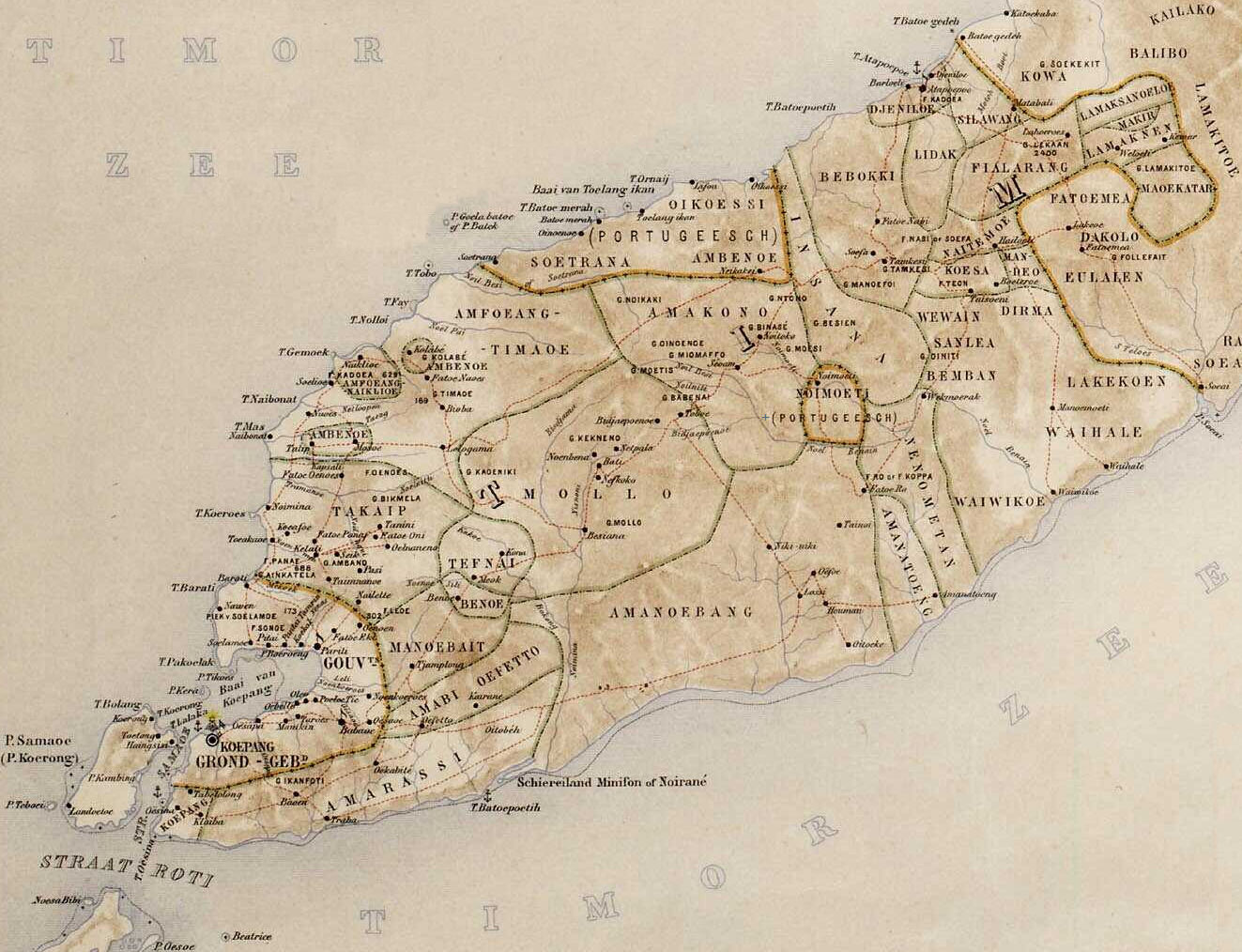
Insana auf einer niederländischen Karte von 1898

Insana war eines der Reiche, die sich als Vasall von Wehale mit dem Vertrag von Paravicini 1756 unter die Oberhoheit der Niederländischen Ostindien-Kompanie (VOC) stellten.
Die Dynastie der Taolin waren ursprünglich die exekutive Kraft unter dem Herrscher von Insana, dem „Kaiser“ (niederländisch Keser) der Dynastie der Usfinit, der die legislativen und symbolischen Aufgaben übernahmen. Da die Niederländer nicht viel mit diesem aus ihrer Sicht machtlosen Herrscher anfangen konnten, machten sie die Taolin zu den alleinigen Herrschern von Insana, mit dem Titel eines Rajas. Nach der niederländischen Kolonialzeit wurde Insana Teil des indonesischen Westtimors. Anfang der 1960er Jahre schaffte man in Indonesien die traditionellen Monarchien ab. Der Raja Lorencius Taolin wurde daraufhin Camat, der administrative Chef des Distrikts Insana. Später übernahm sein Sohn Theodorus Taolin das Amt. Er blieb Camat bis 1991, als sein Vater starb. Dann übernahm Theodorus das symbolische Amt des Rajas, später wurde er Vizepräsident des lokalen Parlaments. Neuer Camat wurde sein jüngerer Bruder Eddy Taolin. Der Sohn für Theodorus Gaspar Taolin gilt als Erbprinz für den Raja-Titel.
Ein Sohn von Lorencius Taolin war Louis Taolin, Agent des militärischen Geheimdienstes Bakin. Taolin war eine der Schlüsselfiguren der Operation Komodo zur Annexion Osttimors. Ein Onkel von Louis war El Tari, Provinzgouverneur von Nusa Tenggara Timur.

## Insana heute

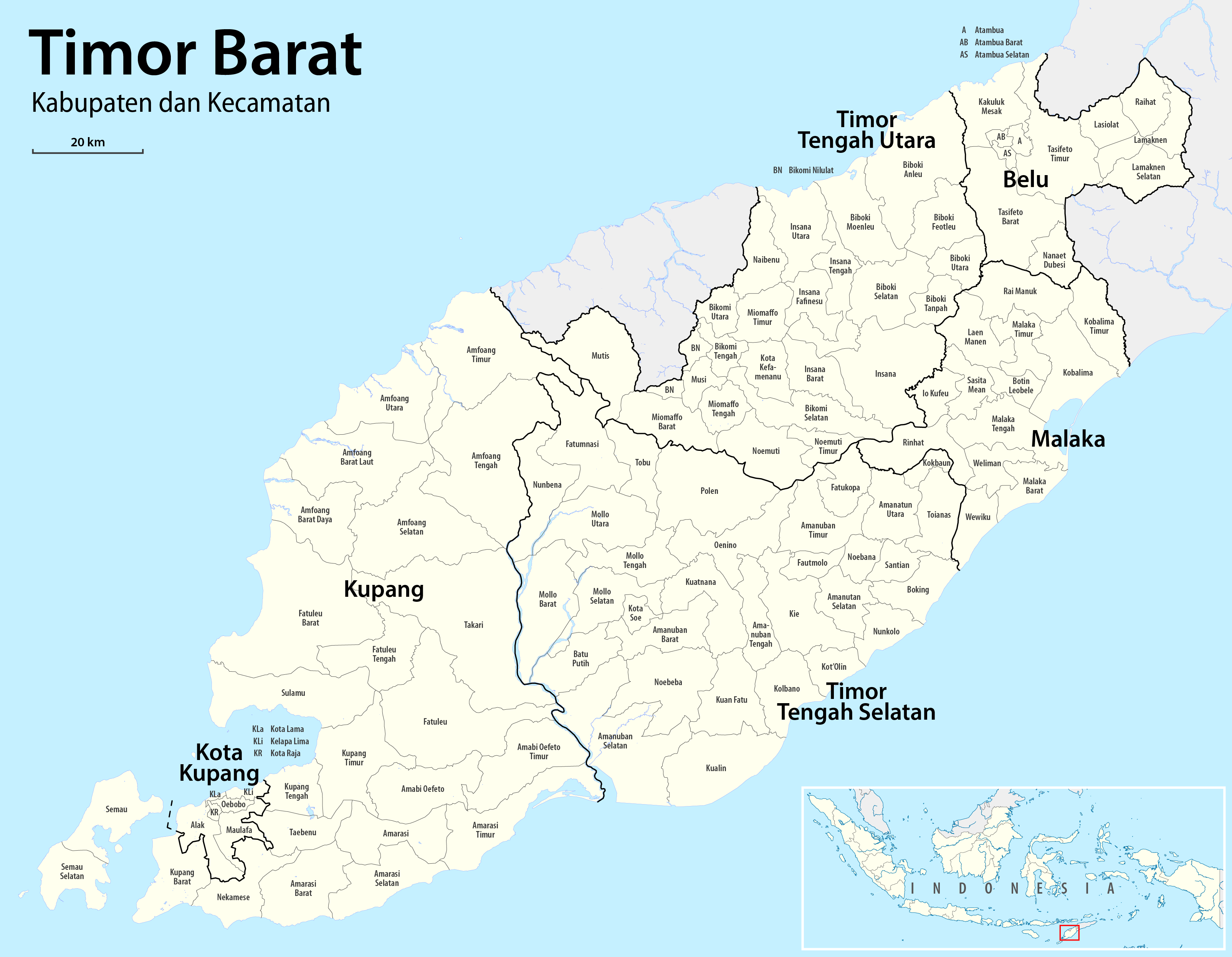
Administrative Grenzen im indonesischen Westtimor

Insana teilt sich heute administrativ in die fünf Distrikte Insana, Insana Fafinesu, Nordinsana (Insana Utara), Westinsana (Insana Barat) und Zentralinsana (Insana Tengah).
Die Region ist für ihre besonderen Ikat-Stoffe (Tais) und den traditionellen Tanz bekannt.

## Residenz
Die Residenz der Taolin, der Lanesu-Palast (Sonaf Lanesu) in Oelolok gilt als kulturell wertvoll. Raja Lorencius Taolin war ein Förderer von Tanz und Bildhauerei, was man im Palast besichtigen kann. Der Garten ist in vier Teile geteilt, je einer für die vier Clans (Amaf) von Insana: Hitu, Taboy, Saijo und Banusu. Auch Gräber der Herrscherfamilie befinden sich auf dem Areal.

## Herrscher von Insana
Die Herrscherfamilie gehört, wie der Großteil der Bevölkerung Westtimors, zur Ethnie der Atoin Meto.
- Tana Mende (1761)
- Taku (1765)
- Malafu Neno
- Malafu Pa (Sohn)
- Malafu Tasaeb (1880–1901) (Sohn)
- Usi Nila (Nila Ela Taiboko) (1902–1914)
- Kahalasi Taolin (1915–1934)
- Tasaeb Malafu (1934–1936) (Urenkel von Malafu Tasaeb)
- Afu Tasaeb (1936–1938) (Sohn)
- Dominicus Taolin (1938–1940; gestorben 1974) (Sohn von Kahalesi Taolin)
- Petrus Atolan Tasaeb (1940–1942; gestorben 1989) (Enkel von Tasaeb Malafu)
- Lorencius Taolin (1942–1962; * 10. August 1914, † 10. Februar 1991) (Bruder von Dominicus Taolin)[7][8][9]
- Theodorus (Olis) Taolin (Sohn von Lorencius Taolin)[1]